# Габријел Кот
Габријел Кот (фр. Gabrielle Cot; француски изговор: ) је портрет рађен у техници уље на платну, француског сликара Вилијама Адолфа Бугроа. Габријел Кот је била кћерка француског сликара Пјера Огиста Кота, најзначајнијег Бугроовог ученика. Слика је настала 1890. године и једина је слика коју је Бугроа икада насликао без поруџбине.

## Позадина
Бугроа је првобитно унајмио Габријелу као модел за студију једне друге слике, али је био очаран њеним шармом и лепотом, па је одлучио да наслика њен портрет.

## Опис
Слика је димензија 45,7 са 38,1 центиметара и носи уметников потпис W-BOUGUEREAU и датум 1890. године у доњем левом углу.

## Изложбе и провенијенција
Бугроа је слику поклонио Мадам Дурет, поводом Габријелиног брака. Габријела се удала за архитекту Зилина 1890. године. Током 1891. године, слика је била изложена у „Cercle de L'union Artistique”, у Паризу. Портрет је остао у наслеђу породице Дурет, све док није продат у Њујорку 25. маја 1983. године. Купац је био приватни колекционар који је одлучио да прода слику 10. новембра 1998. године. Годину дана касније слика Габријел Кот је изложена у галерији Задужбине Њуингтон Кропси (енгл. Newington Cropsey Foundation).